# Walter Brauneis
Walter Brauneis (* 24. April 1920 in Linz; † 15. August 2000 ebenda) war ein österreichischer Politiker (SPÖ) und Gewerkschafter. Er war von 1956 bis 1978 Abgeordneter zum Nationalrat.

## Leben
Brauneis absolvierte nach der Volks- und Hauptschule eine Berufsschule und diente zwischen 1940 und 1945 im Zweiten Weltkrieg. Nach seiner Rückkehr aus dem Krieg trat Brauneis in den Dienst der VÖEST und absolvierte dort zwei Jahre lang die Werkmeisterschule für Gas- und Wasserleitungsinstallation. Neben seiner Tätigkeit als Installateur engagierte sich Brauneis als Betriebsrat und wurde 1952 zum Zentralbetriebsratsobmann der VÖEST Alpine AG gewählt. Zudem wurde er 1956 Landesobmann der Gewerkschaft der Metall- und Bergarbeiter sowie deren Bundesobmannstellvertreter. Brauneis wirkte des Weiteren zwischen 1954 und 1978 als Kammerrat der Kammer für Arbeiter und Angestellte für Oberösterreich, war vom Betriebsrat delegiertes Mitglied des Aufsichtsrates der VOEST sowie Vorstandsdirektor der ÖIAG. Zudem war er Aufsichtsratsmitglied in mehreren Industriebetrieben in Österreich. Brauneis gehörte zwischen 1949 und 1959 dem Gemeinderat von Linz an und vertrat die SPÖ zwischen dem 8. Juni 1959 und dem 17. April 1978 im Nationalrat, wobei er Vorsitzender des Verstaatlichtenausschusses war. Innerparteilich war Brauneis Mitglied des SPÖ-Bezirksvorstandes und SPÖ-Bezirksausschusses in Linz sowie des Landesparteivorstandes.

## Auszeichnungen
- 1966: Großes Silbernes Ehrenzeichen für Verdienste um die Republik Österreich[1]
- 1974: Großes Goldenes Ehrenzeichen für Verdienste um die Republik Österreich[2]
- 1982: Ehrenring der Stadt Linz
- Komturkreuz des belgischen Kronen-Ordnes
- Großes Ehrenzeichen des Landes Burgenland
- Verdienstkreuz des Roten Kreuzes